# 広島県道34号矢野安浦線
広島県道34号矢野安浦線（ひろしまけんどう34ごう やのやすうらせん）は、広島県広島市安芸区から呉市に至る県道（主要地方道）である。

## 概要
広島市安芸区矢野西2丁目から呉市安浦町中央5丁目を結ぶ。

### 路線データ
- 本線：Google マップ（矢野東1丁目起点 - 終点）、Google マップ（矢野西2丁目起点 - 矢野東7丁目）
- 起点：広島市安芸区矢野西2丁目（細越交差点、国道31号交点）
- 終点：広島県呉市安浦町中央5丁目（安浦バイパス東口交差点、国道185号交点）
- 総延長：約32.7 km

## 歴史
昭和30年代以降の交通量の増加に伴い、1958年（昭和33年）に計画が具体化。12月20日に予定線が決定。1959年（昭和34年）から1966年（昭和41年）にかけて県道内海矢野線生産改良事業及舗装事業ならびに踏切除却事業として建設が行われ、1966年（昭和41年）5月11日に開通式が行われた。工事の一環として熊野分かれ交差点などの整備も行われている。総事業費は2億5,586万円。道路の整備に関して、費用の10分の1を地元が負担して、当時の矢野町、熊野町、黒瀬町、熊野跡村が5:3:1:1で負担している。

### 年表
- 1988年（昭和63年）2月24日 - 中畑バイパスが完成。開通式が行われる[1]。
- 1993年（平成5年）5月11日 - 建設省から、県道矢野安浦線が矢野安浦線として主要地方道に指定される[2]。
- 2021年（令和3年）8月5日 - 熊野バイパスの一部区間が開通[3]。

## 路線状況

### バイパス
- 広島熊野道路

### 重複区間
- 広島県道174号瀬野呉線（安芸郡熊野町中溝3丁目・道垣内交差点 - 安芸郡熊野町萩原3丁目・阿戸別れ交差点）

### 道路施設
トンネル
起点から
- 熊野トンネル：延長1,238 m、1990年（平成2年）竣工、広島市安芸区 - 安芸郡熊野町（広島熊野道路内）
- 熊野黒瀬トンネル：延長1,167 m、2013年（平成25年）竣工、安芸郡熊野町 - 東広島市

## 地理

起点の熊野分かれ交差点

### 通過する自治体
- 広島市（安芸区）
- 安芸郡熊野町
- 東広島市
- 呉市

### 交差する道路
| 交差する道路                                      | 市町村名 | 市町村名 | 交差する場所               | 交差する場所                  |
| ------------------------------------------------- | -------- | -------- | -------------------------- | ----------------------------- |
| 国道31号                                          | 広島市   | 安芸区   | 矢野西2丁目                | 細越交差点 / 起点             |
| 広島県道276号矢野海田線                           | 広島市   | 安芸区   | 矢野新町1丁目              | 消防署矢野出張所前交差点      |
| 広島県道31号呉平谷線                              | 安芸郡   | 熊野町   | 平谷3丁目                  | 平谷交差点                    |
| 広島県道174号瀬野呉線 重複区間起点                | 安芸郡   | 熊野町   | 中溝3丁目                  | 道垣内交差点                  |
| 広島県道174号瀬野呉線 重複区間終点                | 安芸郡   | 熊野町   | 萩原3丁目                  | 阿戸分かれ交差点              |
| 広島県道335号津江八本松線                         | 東広島市 | 東広島市 | 黒瀬町津江                 |                               |
| 広島県道336号津江郷原線                           | 東広島市 | 東広島市 | 黒瀬町津江                 |                               |
| E75 東広島呉自動車道                              | 東広島市 | 東広島市 | 黒瀬町津江                 | 鷹ノ巣交差点 5 黒瀬IC         |
| 国道375号                                         | 東広島市 | 東広島市 | 黒瀬町上保田（かみぼうだ） | 上保田（かんぼうだ）交差点    |
| 広島県道333号岡郷東市之堂線                       | 東広島市 | 東広島市 | 黒瀬町乃美尾（のみお）     |                               |
| 広島県道334号小多田安浦線                         | 呉市     | 呉市     | 安浦町内海北4丁目          |                               |
| 広島県道205号安浦停車場線 広島県道465号川尻安浦線 | 呉市     | 呉市     | 安浦町中央5丁目            | 安浦駅前交差点                |
| 国道185号                                         | 呉市     | 呉市     | 安浦町中央5丁目            | 安浦バイパス東口交差点 / 終点 |

### 交差する鉄道
- 呉線

### 沿線
- JR西日本呉線
  - 矢野駅・安浦駅（路線の始点部・終点部それぞれで接近するものの、それ以外では交叉しない）
- 呉市立安浦小学校
- 呉市立安浦中学校